# Prijs (winnen)

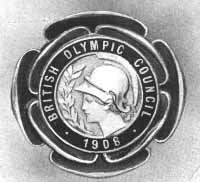
Medaille uitgereikt bij de Olympische Spelen van 1908

Een prijs is datgene wat iemand krijgt:
- voor een bijzondere prestatie:
  - het winnen van een wedstrijd of competitie, meestal op sportief gebied,
  - prestaties op het gebied van de kunst, wetenschap, maatschappelijke inzet of een bepaald vakgebied.
- bij een kansspel, dus op basis van toeval.

Ook mengvormen bestaan.
Een prijs kan bestaan uit:
- een geldbedrag of artikel of anders gezegd: in geld of in natura,
- bij een prestatie: een ereteken, bijvoorbeeld een medaille, beker, of oorkonde.

Hoewel het bij een koninklijke onderscheiding ook om een bijzondere prestatie gaat, wordt dit gewoonlijk geen prijs genoemd. 

## Nederland
Er is in Nederland een kansspelbelasting. Bij het loterijregime wordt deze geheven over grotere prijzen (een percentage, dus hoe groter de prijs hoe meer belasting), bij het casinoregime over de bruto marge van de exploitant (dus hoe groter bij een gegeven inzet de prijzen zijn, des te minder belasting verschuldigd is).
Over het ontvangen van prijzen voor een wetenschappelijke of kunstzinnige prestatie, zoals een literatuurprijs of een architectuurprijs, wordt geen belasting geheven (over het bezit wel gewoon, in box 3).
In Nederland verbiedt de Gezondheids- en welzijnswet voor dieren het uitreiken van dieren als prijs, beloning of gift.

## Vlaanderen
Het winnen van een prijs wordt voor de Belgische fiscus steeds gezien als aan te geven inkomsten.